# 물의 전기분해

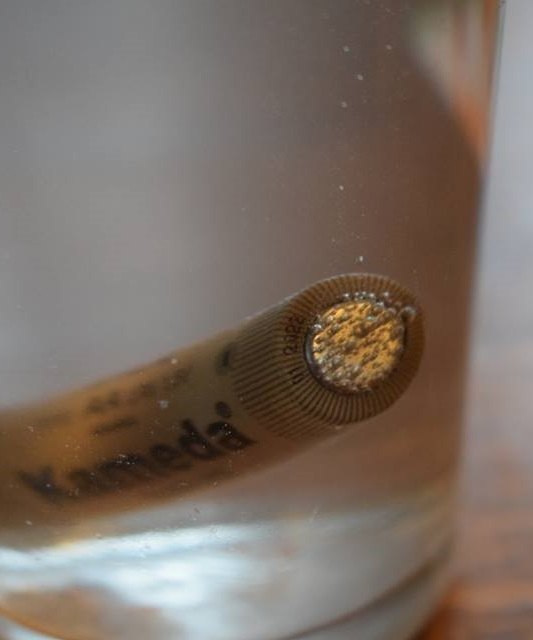
소금이 섞인 수돗물 한 잔에 담긴 AA 전지가 음극 단자에서 수소가 생성되는 것을 보여준다.

물의 전기분해(영어: Electrolysis of water)는 전기 분해를 통해 물을 산소(O
2)와 수소(H
2) 가스로 분해하는 데 전기를 사용하는 것이다. 이런 방식으로 방출된 수소 가스는 수소 연료로 사용될 수 있지만, 혼합물이 매우 폭발적이기 때문에 산소와 분리하여 보관해야 한다. 편리한 '탱크'나 '가스통'에 별도로 가압된 수소는 수소/산소 불꽃이 약 2,800°C에 도달할 수 있으므로 산수소 용접 및 기타 용도에 사용될 수 있다.
물의 전기분해는 최소 전위차 1.23 볼트를 필요로 하지만, 이 전압에서도 외부 열이 필요하다. 일반적으로 1.5볼트가 필요하다. 전기 분해는 화석연료로부터 수소를 더 저렴하게 생산할 수 있기 때문에 산업 응용 분야에서는 드물다. 대부분의 경우, 수소는 메테인(CH4)을 수증기 개질을 통해 이산화 탄소(CO2)와 수소(H2)로 분해하여 만들어진다. 이는 탄소 집약적인 공정으로, 1킬로그램의 "회색" 수소를 생산할 때 약 10킬로그램의 CO2가 대기 중으로 배출된다는 것을 의미한다.

## 역사

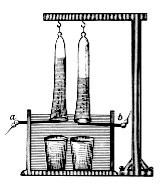
물의 전기분해를 개발하기 위해 요한 빌헬름 리터가 발명한 장치

1789년, 얀 루돌프 데이만과 아드리안 페츠 반 트루스트비크는 라이덴병에 있는 금 전극에 방전되는 전기를 만들기 위해 정전기 기계를 사용했다. 1800년에 알레산드로 볼타는 볼타 전지를 발명했고, 몇 주 후 영국의 과학자 윌리엄 니콜슨과 안소니 칼라일은 이를 사용하여 물을 전기분해했다. 1806년 험프리 데이비는 광범위한 증류수 전기분해 실험 결과를 보고하며, 용해된 대기 질소로부터 질산이 양극에서 생성된다는 결론을 내렸다. 그는 고전압 배터리와 비반응성 전극 및 용기(예: 축축한 석면으로 연결된 용기로도 사용되는 금 전극 콘)를 사용했다. 제노브 그람은 1869년에 그람 발전기를 발명하여 전기분해를 수소 생산을 위한 저렴한 방법으로 만들었다. 수소와 산소의 전기분해를 통한 산업적 합성 방법은 드미트리 라치노프에 의해 1888년에 개발되었다.

## 원리
DC 전원은 두 전극 또는 물에 놓인 두 판(일반적으로 백금 또는 이리듐과 같은 비활성 금속으로 만들어짐)에 연결된다. 캐소드(전자가 물로 들어가는 곳)에서는 수소가, 애노드에서는 산소가 나타난다. 이상적인 패러데이 효율을 가정하면, 생성되는 수소의 양은 산소의 두 배이며, 둘 다 용액에 의해 전달되는 총 전하에 비례한다. 그러나 많은 전지에서 경쟁적인 부반응이 발생하여 추가적인 생성물이 생기고 패러데이 효율이 이상적이지 않다.
순수한 물의 전기 분해는 다양한 활성화 장벽을 극복하기 위해 과전압 형태의 초과 에너지를 필요로 한다. 초과 에너지가 없으면 전기 분해는 느리게 진행되거나 전혀 발생하지 않는다. 이는 부분적으로 물의 자동 이온화가 제한적이기 때문이다.
순수한 물의 도전율은 해수의 약 10만분의 1이다.
전해질 (염, 산 (화학) 또는 염기 등) 및 전기 촉매를 첨가하면 효율이 증가한다.

## 화학반응식

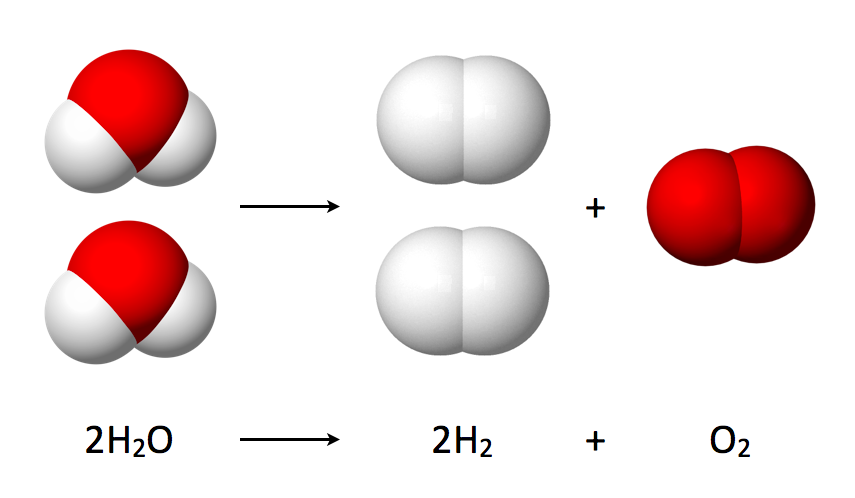
전체 화학반응식을 보여주는 다이어그램

음전하를 띠는 음극의 순수한 물에서는 환원 반응이 일어나 음극의 전자(e−)가 수소 양이온에게 주어져 수소 기체를 형성한다. 양전하를 띠는 양극에서는 산화 반응이 일어나 산소 기체를 생성하고 전자를 양극에 주어 회로를 완성한다.
환원과 산화의 두 반쪽 반응은 짝을 이루어 균형 잡힌 시스템을 형성한다. 각 반쪽 반응의 균형을 맞추기 위해서는 물이 산성이거나 염기성이어야 한다. 산성이 존재할 경우의 방정식은 다음과 같다:
| 음극 (환원): | 2H+(aq) + 2e− | → | H2(g)                      |
| 양극 (산화): | H2O(l)        | → | 1/2 O2(g) + 2 H+(aq) + 2e− |

염기가 존재할 경우의 방정식은 다음과 같다.
| 음극 (환원): | 2 H2O(l) + 2e− | → | H2(g) + 2 OH−(aq)         |
| 양극 (산화): | 2 OH−(aq)      | → | 1/2 O2(g) + H2O(l) + 2 e− |

어떤 반쪽 반응 쌍을 결합하더라도 물이 산소와 수소로 분해되는 동일한 전체 반응을 얻을 수 있다:
따라서 생성되는 수소 분자의 수는 산소 분자의 두 배이며, 이는 수소와 산소 모두 이원자 분자이고 물 분자에는 산소 원자보다 두 배 많은 수소 원자가 포함되어 있다는 사실과 일치한다. 두 기체의 온도와 압력이 같다고 가정하면, 부피는 몰수에 비례하므로 산소 가스 부피의 두 배에 달하는 수소 가스 부피가 생성된다. 물을 통해 밀려나는 전자 수는 생성된 수소 분자 수의 두 배이고, 생성된 산소 분자 수의 네 배이다.

## 열화학

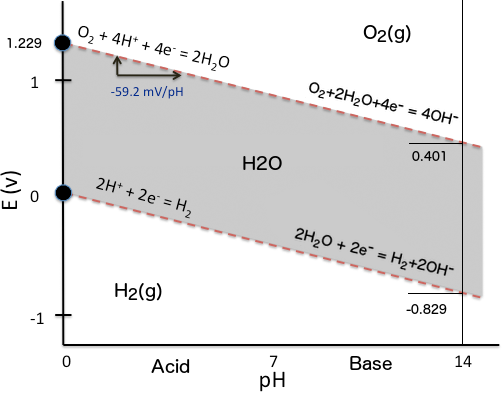
STP에서 물, 산소, 수소의 평형 영역을 포함하는 물의 푸르베 다이어그램. 수직 축은 표준 수소 전극에 대한 수소 또는 비상호작용 전극의 전극 전위이고, 수평 축은 전해질의 pH이다(그렇지 않으면 비상호작용). 과전압을 무시하면, 상위 라인 위에서는 평형 조건이 산소 가스이며, 평형에 도달할 때까지 전극에서 산소가 기포로 나온다. 마찬가지로 하위 라인 아래에서는 평형 조건이 수소 가스이며, 평형에 도달할 때까지 전극에서 수소가 기포로 나온다.

표준 온도 압력에서 순수한 물이 수소와 산소로 분해되는 것은 열화학적인 관점에서 유리하지 않다.
| 양극 (산화): | 2 H2O(l)       | → | O2(g) + 4 H+(aq) + 4e− |  | Eo = +1.23 V (환원 반쪽 방정식의 경우) |
| 음극 (환원): | 2 H+(aq) + 2e− | → | H2(g)                  |  | Eo = 0.00 V                            |

따라서 물 전기분해 전지의 표준 전위(Eocell = Eocathode − Eoanode)는 25°C, pH 0([H+] = 1.0 M)에서 -1.229 V이다. 25°C, pH 7([H+] = 1.0×10−7 M)에서도 네른스트 식에 따라 전위는 변하지 않는다. 열역학적 표준 전지 전위는 표준 상태 깁스 자유 에너지 계산을 통해 ΔG°를 구하고, ΔG° = −n F E° (여기서 E°는 전지 전위, F는 패러데이 상수, 96,485 C/mol) 식을 사용하여 얻을 수 있다. 두 물 분자가 전기분해되어 두 수소 분자가 형성되는 경우, n = 4이며,
- ΔG° = 474.48 kJ/2 mol(물) = 237.24 kJ/mol(물)
- ΔS° = 163 J/K mol(물)
- ΔH° = 571.66 kJ/2 mol(물) = 285.83 kJ/mol(물)
- ΔH° = 141.86 kJ/g(H2).

그러나 개별 전극 평형 전위에 대한 계산은 활동 계수를 고려하기 위한 보정을 필요로 한다. 실제 전기화학 전지가 합리적인 전위를 가하여 완결을 향해 "구동"될 때, 그것은 속도론적으로 제어된다. 따라서 활성화 에너지, 이온 이동성 (확산) 및 농도, 전선 저항, 기포 형성 (전극 면적 차단)을 포함한 표면 방해, 그리고 엔트로피는 극복하기 위해 더 큰 전위를 필요로 한다. 필요한 전위의 증가량을 과전압이라고 한다.

## 전해질

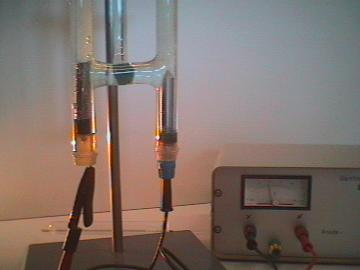
직류 전원 공급 장치에 연결된 호프만 전량계.

순수한 물에서의 전기분해는 음극에서 H+ 양이온을 소비/환원하고, 양극에서 수산화물(OH−) 음이온을 소비/산화한다. 이는 물에 pH 지시약을 첨가하여 확인할 수 있다: 음극 근처의 물은 염기성이고 양극 근처의 물은 산성이다. 양극으로 접근하는 수산화물 OH−은 대부분 양전하를 띠는 하이드로늄 이온(H3O+)과 결합하여 물을 형성한다. 음극으로 접근하는 양전하를 띠는 하이드로늄 이온은 대부분 음전하를 띠는 수산화물 이온과 결합하여 물을 형성한다. 상대적으로 적은 수의 하이드로늄/수산화물 이온만이 음극/양극에 도달한다. 이로 인해 양쪽 전극에서 과전압이 발생할 수 있다.
순수한 물은 반도체와 유사한 전하 운반자 밀도를 가지는데, 이는 상온에서 물의 자동 이온화도가 낮기 때문이다(Kw = 1.0×10−14). 따라서 순수한 물은 전류를 잘 전도하지 못하여 도전율이 0.055 μS/cm이다. 물의 자동이온화를 증가시키기 위해 큰 전압이 가해지지 않는 한, 순수한 물의 전기분해는 느리게 진행되며, 전체 도전율에 의해 제한된다.
전해질 수용액은 도전율을 상당히 높일 수 있다. 전해질은 양이온과 음이온으로 해리된다. 음이온은 양극으로 향하여 양전하를 띠는 H+의 축적을 중화시키고, 마찬가지로 양이온은 음극으로 향하여 음전하를 띠는 OH−의 축적을 중화시킨다. 이로 인해 전기가 지속적으로 흐를 수 있다.
전해질의 음이온은 수산화물 이온과 경쟁하여 전자를 내어준다. 수산화물보다 표준 전극 전위가 낮은 전해질 음이온은 수산화물 대신 산화되어 산소 가스를 생성하지 않는다. 마찬가지로, 수소 이온보다 표준 전극 전위가 큰 양이온은 수소 대신 환원된다.
다양한 양이온은 H+보다 표준 전극 전위가 낮으므로 전해질 양이온으로 사용하기에 적합하다: Li+, Rb+, K+, Cs+, Ba2+, Sr2+, Ca2+, Na+, Mg2+. 나트륨과 칼륨은 저렴하고 용해성이 높은 염을 형성하므로 일반적인 선택이다.
만약 산을 전해질로 사용하면, 양이온은 H+이고, 물을 해리시켜 H+와 경쟁하는 물질은 생성되지 않는다. 가장 일반적으로 사용되는 음이온은 황산염(SO2−
4)인데, 이는 산화되기 어렵기 때문이다. 이 이온이 과이황산 이온으로 산화되는 표준 전위는 +2.010볼트이다.
황산(H2SO4)과 같은 강산과 수산화 칼륨(KOH), 수산화 나트륨(NaOH)과 같은 강염기는 강력한 전도 능력으로 인해 전해질로 흔히 선택된다.
고체 중합체 전해질인 나피온을 사용할 수 있으며, 멤브레인 양쪽에 적절한 촉매와 함께 적용하면 1.5볼트 정도의 낮은 전압으로도 효율적으로 전기분해할 수 있다. 여러 상업용 전기분해 시스템은 고체 전해질을 사용한다.

### 순수한 물
디바이 길이 이하의 나노갭 화학 전지를 통해 전해질이 없는 순수한 물의 전기분해가 달성되었다. 음극과 양극 사이의 간격이 디바이 길이(순수한 물에서 1마이크로미터, 증류수에서 약 220나노미터)보다 작을 때, 두 전극의 이중층 영역이 겹쳐져 전체 간격에 걸쳐 균일하게 높은 전기장이 분포될 수 있다. 이러한 높은 전기장은 이온 수송(주로 이동에 의한)을 크게 향상시키고, 더 나아가 자동 이온화를 촉진하여 반응을 지속시키며 두 전극 사이에서 거의 저항을 보이지 않는다. 이 경우, 두 반쪽 반응은 짝을 이루어 전자 이동 단계에 의해 제한된다(전기분해 전류는 더 짧은 전극 거리에서 포화된다).

### 바닷물
주변의 바닷물은 염분과 다른 불순물의 존재로 인해 어려움을 준다. 접근 방식은 전기분해 전에 담수화를 포함할 수도 있고 포함하지 않을 수도 있다. 전통적인 전기분해는 유독하고 부식성 있는 염소 이온(예: Cl−
 및 ClO−
)을 생성한다. 미처리 바닷물을 전기분해하는 여러 방법이 발전되었다. 일반적인 양성자 교환막 (PEM) 전해조는 담수화를 필요로 한다.
간접 해수 전기분해는 두 단계를 포함한다: 전처리 장치를 사용하여 해수를 담수화한 다음, 전통적인 물 전기분해를 통해 수소를 생산한다. 이 방법은 효율성을 향상시키고 부식을 줄이며 촉매 수명을 연장한다. 일부는 해수 담수화 비용이 물 분해에 비해 상대적으로 작다고 주장하며, 보다 효율적인 2단계 담수화-연결 물 분해 공정 개발에 연구가 집중되어야 한다고 제안한다.
하지만 간접 해수 전기분해 설비는 더 많은 공간, 에너지, 유지보수를 필요로 하며, 일부는 해수 역삼투압(SWRO)을 통해 얻은 수질이 충분하지 않아 추가적인 장비와 비용이 필요할 수 있다고 생각한다. 반면 직접 해수 전기분해는 전처리 단계를 생략하고 해수를 직접 전기분해 장치에 투입하여 수소를 생산한다. 이 접근 방식은 제한된 담수 자원, 기본적인 인간의 필요를 우선시해야 할 필요성, 그리고 에너지 소비 및 비용 절감 가능성 때문에 더 유망하게 여겨진다. 멤브레인은 전기분해 효율에 결정적인 역할을 하지만, 해수의 이물질 이온에 의해 부정적인 영향을 받아 수명이 단축되고 전기분해 공정의 효율이 저하될 수 있다.
이러한 문제를 해결하기 위해 전극 사이에 저비용 반투과성 막을 도입하여 생성된 기체를 분리하고, 막 비용을 줄이며, 염소 산화를 최소화했다. 또한, 전이 금속 기반 재료를 사용하면 물 전기분해를 효율적으로 지원할 수 있다는 연구 결과도 있다. 일부 연구에서는 값비싼 이온 교환막(500-1000$/m2)을 대체하기 위해 저렴한 역삼투압 막(<10$/m2)의 사용을 탐구했다. 역삼투압 막의 사용은 비용 효율성과 양이온 염에 대한 높은 양성자 선택성 때문에 이온 교환막보다 물 전기분해 시스템에서 경제적으로 매력적이다. 특히 고농도 전해질이 사용될 때 더욱 그렇다.
대안적인 방법으로는 이온이 전지 스택으로 들어가는 것을 방지하기 위해 소수성 막을 사용하는 것이 있다. 이 방법은 소수성 다공성 폴리테트라플루오로에틸렌(PTFE) 방수 통기성 막과 자체 습윤 전해질을 결합하여, 상업용 알칼리 전해조와 함께 흡습성 황산 용액을 사용하여 바닷물로부터 수소 가스를 생성한다. 더 큰 규모에서는 이 해수 전기분해 시스템이 촉매 부식이나 막 습윤 없이 3200시간 이상 시간당 386리터의 H2를 꾸준히 생산할 수 있다. 이 과정은 바닷물과 자체 습윤 전해질 간의 수증기압 차이를 활용하여 해수 증발과 수증기 확산을 유도하고, 이어서 자체 습윤 전해질에 흡착된 수증기의 액화를 통해 이루어진다.

## 기술
2022년 기준, 상업용 전기분해는 1kg의 수소(에너지량 39.4kWh(고위 발열량))를 생산하는 데 약 53kWh의 전력을 필요로 한다.

### 기초 시연
배터리 단자에서 나오는 두 도선을 일정량의 전해질이 있는 물 컵에 넣으면 전도성이 확립된다. 전해질 용액에 NaCl (소금)을 사용하면 경쟁적인 반쪽 반응으로 인해 산소 대신 염소 가스가 생성된다. 탄산수소 나트륨 (베이킹 소다)을 사용하면 중탄산 음이온이 용액에 머무는 동안 수소와 이산화탄소가 생성된다.

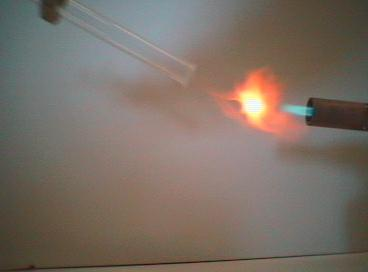
수소 가스 존재 여부를 확인하는 데 사용되는 성냥 테스트

### 호프만 전량계
호프만 전량계는 소규모 화학 전지이다. 세 개의 연결된 수직 원통으로 구성되어 있다. 안쪽 원통은 물과 전해질을 추가할 수 있도록 상단이 열려 있다. 두 개의 옆 원통 바닥에는 전기 공급원의 단자에 연결된 백금 전극(판 또는 벌집 모양)이 배치되어 있다. 생성된 가스는 물을 밀어내고 두 바깥쪽 튜브 상단에 모이며, 콕으로 뽑아낼 수 있다.

### 고압
고압 전기분해는 약 12~20 MPa(120~200 바, 1740~2900 psi)의 압축 수소를 생성한다. 전해조에서 수소를 가압함으로써 외부 수소압축기의 필요성이 없어진다. 평균 에너지 소비는 약 3%이다.

### 고온

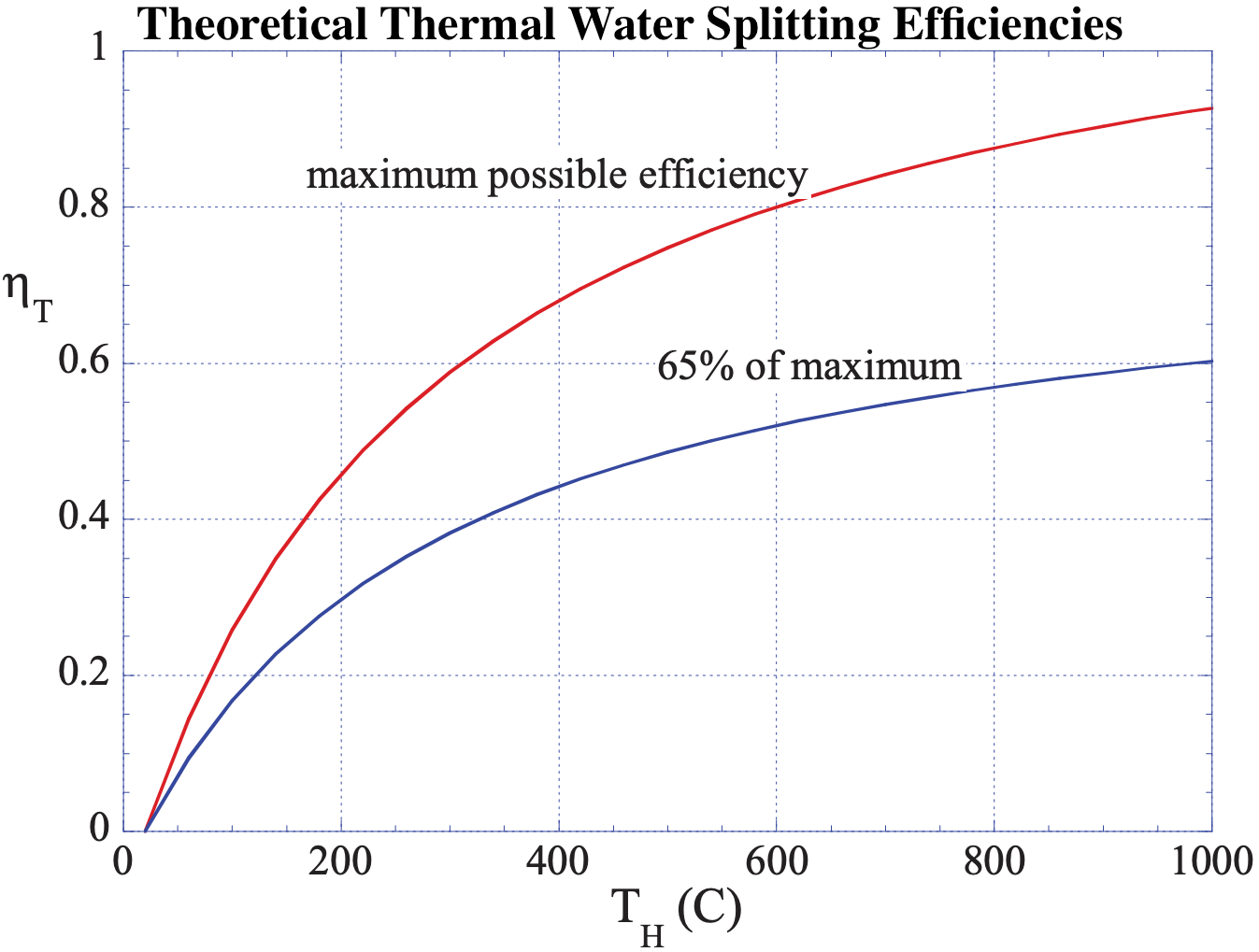
이론적 열 물 분해 효율.
1000°C에서 60% 효율
탄화수소의 수증기 개질을 통한 수소 생산은 70-85% 효율

고온 전기분해(HTE 또는 증기 전기분해라고도 함)는 온도가 높을수록 효율적이다. 열기관이 에너지의 일부를 공급하는데, 이는 일반적으로 전기보다 저렴하다.

### 양성자 교환막
양성자 교환막 전기분해 장치는 반응물을 분리하고 멤브레인을 통해 직접적인 전자 경로를 차단하면서 양성자를 운반한다. PEM 연료 전지는 물로 포화되었을 때 수소 이온(양성자)에 투과성이 있지만 전자를 전도하지 않는 고체 중합체 멤브레인(얇은 플라스틱 필름)을 사용한다.
이는 반투과성 막인 양성자 교환막 또는 중합체 전해질 막(PEM)을 사용하는데, 일반적으로 이오노머로 만들어지며 양성자를 전도하면서 산소 및 수소 가스와 같은 절연체 및 반응물 장벽 역할을 하도록 설계되었다. PEM 연료 전지는 물로 포화되었을 때 양성자에 투과성이 있지만 전자를 전도하지 않는 고체 중합체 막(얇은 플라스틱 필름)을 사용한다. 양성자 교환막은 주로 양성자 전도성(σ), 메탄올 투과성(P), 열 안정성으로 특징지어진다.
PEM은 순수 중합체로 만들 수도 있고, 다른 재료가 중합체 매트릭스에 내장된 복합 막으로 만들 수도 있다. 가장 일반적인 상업적으로 사용 가능한 재료 중 하나는 불소수지(PFSA) 나피온이다. 나피온은 테플론과 같은 과불화화합물 골격을 가진 이오노머이다. 양성자 교환막을 만드는 데에는 다양한 다른 구조적 모티프가 사용된다. 많은 양성자 교환막은 다환 방향족 중합체를 사용하는 반면, 다른 것들은 부분적으로 불소화된 중합체를 사용한다.

### 음이온 교환막
음이온 교환막 전기분해는 음이온 교환막(AEM)을 사용하여 생성물을 분리하고 전극 사이에 전기 절연을 제공하며 이온 전도를 촉진한다. PEM 전기분해와 달리 AEM 전기분해는 수산화 이온의 전도를 허용한다. AEM 기반 물 전기분해의 주목할 만한 장점은 값비싼 귀금속 촉매가 필요 없다는 점인데, 비용 효율적인 전이 금속 촉매를 대신 사용할 수 있기 때문이다.

### 초임계수
초임계수 전기분해(SWE)는 초임계 상태의 물을 사용한다. 초임계수는 에너지가 덜 필요하므로 비용을 절감한다. 이 방법은 >375°C에서 작동하며, 이는 열역학적 장벽을 줄이고 반응 속도를 증가시키며, 액체 또는 기체 상태의 물보다 이온 전도도를 향상시켜 옴 손실을 줄인다. 이점으로는 전기 효율 향상, >221bar 가압된 생성 가스 공급, 높은 전류 밀도에서 작동 가능성, 그리고 귀금속 촉매에 대한 낮은 의존성 등이 있다. 2021년 현재 상업용 SWE 장비는 출시되지 않았다.

### 니켈/철
2014년, 연구자들은 귀금속 대신 니켈과 철 촉매를 사용하여 전기분해를 발표했다. 니켈-금속/니켈-산화물 구조는 니켈 금속 또는 니켈 산화물 단독보다 더 활성적이다. 이 촉매는 필요한 전압을 크게 낮춘다. 니켈-철 전지는 결합된 배터리 및 전해조로 사용하기 위해 연구 중이다. 이러한 "배톨라이저"는 기존 배터리처럼 충전 및 방전될 수 있으며, 완전히 충전되면 수소를 생산한다.
2023년, 호주 연구진은 질소 도핑된 니켈 몰리브덴 인화물 촉매의 다공성 시트를 사용하는 방법을 발표했다. 질소 도핑은 전도도를 높이고 전자 밀도와 표면 화학을 최적화한다. 이는 추가적인 촉매 활성 부위를 생성한다. 질소는 표면 금속에 결합하며 전기음성적 특성을 가지는데, 이는 불필요한 이온과 분자를 배제하는 데 도움이 되며, 인산염, 황산염, 질산염, 수산화물 표면 이온은 염소를 차단하고 부식을 방지한다. 알칼리 전해질 및 바닷물에서 각각 1.52V 및 1.55V를 사용하여 10mA/cm2를 달성할 수 있다.

### 나노갭 화학 전지
2017년, 연구원들은 주변 온도에서 고효율 전해질 없는 순수 물 전기분해를 달성하는 나노갭 화학 전지를 보고했다. 이 전지에서는 두 전극이 서로 너무 가까이(데바이 길이보다 작음) 있어 물질 수송 속도가 전자 이동 속도보다 높아져 두 반쪽 반응이 함께 짝을 이루어 전자 이동 단계에 의해 제한된다. 실험에 따르면 전기 전류 밀도는 1 mol/L 수산화 나트륨 용액보다 클 수 있다. 이러한 나노갭 크기 효과로 인해 "가상 파괴 메커니즘"은 전통적인 전기화학 이론과는 완전히 다르다.

### 모세관 급전식
모세관 급전식 전해조는 수소 1kg을 생산하는 데 41.5 kWh만 필요하다고 주장된다. 물 전해질은 다공성 친수성 분리막으로 전극과 분리되어 있다. 물은 모세관 현상에 의해 전해조로 흡수되며, 전기분해된 가스는 양쪽으로 배출된다. 이 기술은 PEM 기술을 확장하여 전극과 전해질 사이의 접촉을 감소시켜 효율을 떨어뜨리는 기포를 제거한다. 이 설계는 수소의 에너지 효율이 98%(고위 발열량)라고 주장된다. 이 설계는 물 순환, 분리 탱크 및 기타 메커니즘을 포기하고 공기 또는 복사 냉각이 가능하다. 공급수에 처음 존재하는 불순물의 셀 내 축적 효과는 아직 공개되지 않았다.

## 응용
전 세계적으로 생산되는 수소 가스의 약 5%는 전기분해를 통해 생성된다. 현재 산업용 수소 생산의 대부분은 수증기 개질 공정을 통해 천연가스에서 얻거나 석탄 또는 중질 탄화수소의 부분 산화로 얻는다. 전기분해를 통해 생산되는 수소의 대부분은 염소와 가성소다 생산의 부산물이다. 이는 경쟁적인 부반응의 대표적인 예이다.
염소-알칼리 공정(염수의 전기분해)에서 물/염화 나트륨 혼합물은 물의 전기분해의 절반만 해당하는데, 이는 염화 이온이 산소로 산화되는 대신 염소로 산화되기 때문이다. 열역학적으로는 염화 이온의 산화 전위가 물보다 낮기 때문에 예상되지 않지만, 염화 반응의 속도가 물보다 훨씬 커서 우세하게 된다. 이 공정에서 생산된 수소는 연소되거나(물로 다시 변환), 특수 화학물질 생산 또는 기타 다양한 소규모 응용 분야에 사용된다.
물의 전기분해는 국제우주정거장에 산소를 공급하는 데도 사용된다.
많은 산업용 전기분해 전지는 호프만 전량계와 유사하며, 전극으로 백금판 또는 벌집 모양의 백금판을 사용한다. 일반적으로 수소는 산수소 토치와 같은 현장 사용 응용 분야 또는 고순도 수소 또는 산소가 요구될 때 생산된다. 수소의 대부분은 탄화수소에서 생산되며, 결과적으로 다른 불순물과 함께 미량의 일산화 탄소를 포함한다. 일산화 탄소 불순물은 많은 연료전지를 포함한 다양한 시스템에 해로울 수 있다.
전해조는 가동을 중단할 수 있으므로, 미래에는 전력 공급과 수요 불일치에 대처하는 데 사용될 수 있다.

## 효율성

### 산업 생산

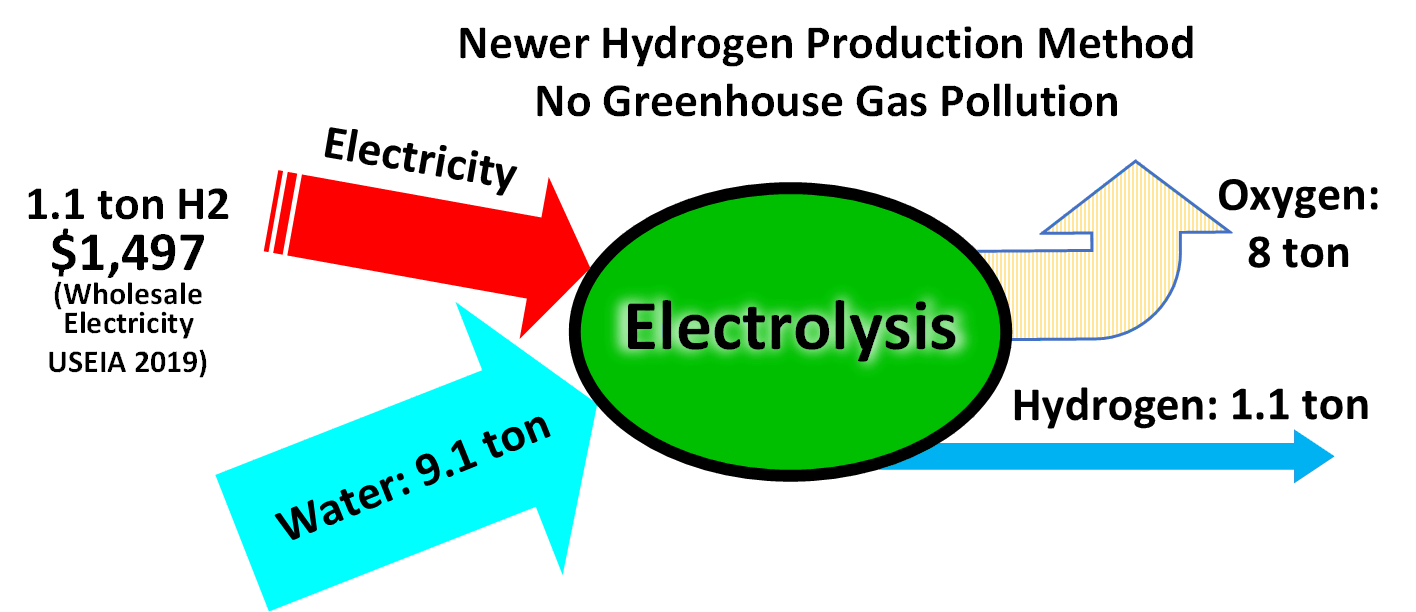
수소 생산을 위한 간단한 물의 전기 분해의 입력과 출력을 보여준다.

최신 수소 발생기의 효율은 수소의 표준 온도 압력을 가정한 표준 부피당 소비되는 에너지(MJ/m3)로 측정된다. 발생기가 사용하는 에너지가 적을수록 효율이 높아진다. 100% 효율의 전해조는 수소 고위 발열량 기준으로 39.4 킬로와트시 매 킬로그램 (142 MJ/kg)를 소비한다. 12,749 줄 매 리터 (12.75 MJ/m3).  실제 전기분해(회전 전해조를 15bar 압력에서 사용)는 50 kW·h/kg (180 MJ/kg)를 소비할 수 있으며, 수소 자동차용으로 압축되는 경우 추가로 15 kW·h (54 MJ)를 소비할 수 있다. 외부 열을 150 °C (302 °F)에서 추가하면 전력 소비를 줄일 수 있다.
시중에는 크게 세 가지 기술이 있다: 알칼리, 양성자 교환막(PEM), 그리고 고체 산화물 전해조이다.
알칼리 전해조는 투자 비용이 저렴하지만(일반적으로 니켈 촉매를 사용), 효율이 가장 낮다. PEM 전해조는 더 비싸지만(일반적으로 값비싼 백금족 금속 촉매를 사용), 효율이 높고 더 높은 전류 밀도에서 작동할 수 있어 수소 생산량이 충분히 크다면 더 저렴할 수도 있다. 고체 산화물 전해조 전지(SOEC)는 세 번째로 흔한 전기분해 방식이며 가장 비싸지만, 효율을 높이기 위해 고온에서 작동한다. SOEC의 이론적 전기 효율은 수소 생산량 90%에서 100%에 가깝다. 시간이 지남에 따른 시스템의 열화는 PEM 및 알칼리 전해조와 달리 SOEC 전해조의 효율에 처음에는 영향을 미치지 않는다. SOEC 시스템이 열화됨에 따라 전지 전압이 증가하여 시스템 내에서 자연적으로 더 많은 열이 발생한다. 이로 인해 시스템을 뜨겁게 유지하는 데 필요한 에너지가 줄어들고, 이는 초기 급격한 열화로 인한 에너지 손실을 보상한다. SOEC는 몇 년간의 열화 후 스택 교체가 필요하다.

#### 효율
전해조 공급업체는 엔탈피를 기준으로 효율을 제공한다. 전해조의 주장된 효율을 평가하려면 공급업체가 어떻게 정의했는지(즉, 어떤 엔탈피 값, 어떤 전류 밀도 등)를 확인하는 것이 중요하다.
재래식 알칼리 전기분해의 효율은 약 70%이다. 고위 발열량의 허용된 사용을 고려할 때(촉매에 필요한 증기를 생성하기 위해 열을 통한 비효율을 시스템으로 다시 돌릴 수 있기 때문), PEM 전기분해의 평균 작동 효율은 약 80%이다. 이는 2030년 이전에 82%에서 86% 사이로 증가할 것으로 예상된다. PEM 전해조의 이론적 효율은 최대 94%까지 예측된다.
2024년, 호주 기업 Hysata는 수소의 고위 발열량 대비 95% 효율을 달성할 수 있는 장치를 발표했다. 기존 시스템은 39.4kWh의 에너지를 저장할 수 있는 수소(1kg)를 생산하는 데 52.5kWh를 소비한다. 이 기술은 1kg을 생산하는 데 41.5kWh만 필요하다. 이 기술은 모세관 급전식 전해조를 사용하여 액체 전해질 내의 수소 및 산소 기포를 제거한다. 기포는 비전도성이며 전극에 달라붙어 전극의 전해질 노출을 줄여 저항을 증가시킬 수 있다. Hysata는 전해질을 장치 바닥에 배치한다. 모세관 현상으로 전극 사이의 다공성 친수성 분리막을 통해 전해질이 흡수된다. 각 전극은 내부에서는 전해질과 완전히 접촉하고, 외부에서는 건조한 챔버와 접촉한다. 공급수 초기에 존재하는 불순물이 전지 내에 축적되는 영향은 아직 알려지지 않았다.

#### 비용
비용 계산은 복잡하며, 시장 가격은 거의 존재하지 않는다. 수소의 산업 생산을 고려하고, 현재 최상의 물 전기분해 공정(PEM 또는 알칼리 전기분해)이 70~80%의 효과적인 전기 효율을 가지고 있다고 가정할 때, 1kg의 수소(비에너지 143 MJ/kg)를 생산하는 데는 50–55 kW·h (180–200 MJ)의 전기가 필요하다. 미국 에너지부의 2015년 수소 생산 목표에 명시된 대로 전력 비용이 0.06달러/kWh라고 가정하면, 수소 비용은 3달러/kg이다. 장비 비용은 대량 생산에 따라 달라지며, 전해조 비용은 2021년부터 2024년 사이에 50% 상승했다. 운영 비용은 생산되는 균등화 가격의 약 절반 정도 전력 비용에 달려 있다.

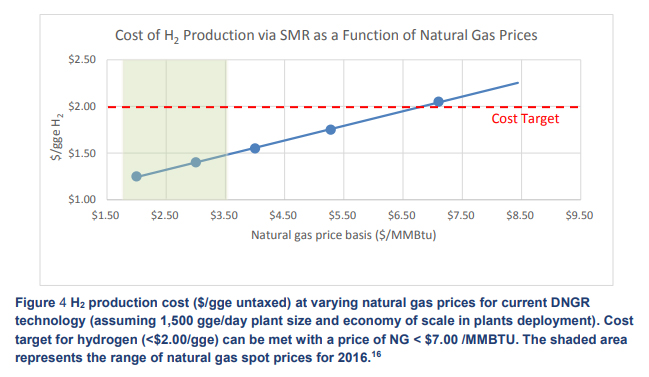
다양한 천연가스 가격에서의 H_{2} 생산 비용(세금 미포함 $-gge)

#### 수증기-메탄-개질(SMR) 수소와의 비교
2016년 천연가스 가격 범위(그래프에 표시된 대로, Hydrogen Production Tech Team Roadmap, November 2017)를 고려할 때, 수증기-메탄-개질(SMR) 수소 비용은 1.20달러에서 1.50달러 사이로, 전기분해를 통한 수소 생산 비용은 2015년 미국 에너지부의 수소 목표 가격의 두 배 이상이다. 2020년 미국 에너지부의 수소 목표 가격은 2.30달러/kg이며, 이는 0.037달러/kWh의 전기 비용을 필요로 한다. 이 비용은 2018년 PPA 입찰에서 많은 지역의 풍력 및 태양광 발전 가격으로 볼 때 달성 가능하다. 이는 4달러/갤런(휘발유 상당)의 H2 목표를 달성할 수 있게 하며, SMR의 약간 상승한 천연가스 생산 비용에 가깝다.
세계 다른 지역에서는 SMR 수소 가격이 평균적으로 1-3달러/kg이다. 이는 이미 많은 지역에서 전기분해를 통한 수소 생산이 비용 경쟁력을 갖추게 하며, 넬 하이드로겐(Nel Hydrogen)과 기타 기관들이 설명했듯이, IEA의 기사도 전기분해가 경쟁 우위를 가질 수 있는 조건을 검토했다. 2021-2022년 세계 에너지 위기 동안 가스 가격의 대폭 상승으로 인해 세계 일부 지역에서 수소 전기분해가 경제성을 갖게 되었다.

#### 시설
일부 대규모 산업용 전해조는 여러 메가와트급으로 작동하고 있다. 2022년 기준으로 가장 큰 시설은 중국 닝샤에 위치한 150MW 알칼리 시설로, 연간 최대 23,000톤의 용량을 가지고 있다. 고효율 서양 전해조 장비는 kW당 1,200달러가 들 수 있는 반면, 저효율 중국산 장비는 kW당 300달러가 들지만 수명은 60,000시간으로 더 짧다.
2022년 현재, 분석가들은 2030년까지 연간 장비 생산량이 각각 47 GW, 104 GW, 180 GW에 달할 것으로 예측하고 있다.

### 과전압
실제 물 전기분해 장치는 반응이 진행되기 위해 더 높은 전압을 필요로 한다. 1.23V를 초과하는 부분을 과전압 또는 과전압이라고 하며, 전기화학 공정의 모든 종류의 손실과 비이상성을 나타낸다.
잘 설계된 전지에서 가장 큰 과전압은 양극에서 물이 산소로 4전자 산화되는 반응 과전압이다. 전기 촉매는 이 반응을 촉진할 수 있으며, 백금 합금은 이 산화 반응에 대한 최신 기술이다. 이 반응을 위한 저렴하고 효과적인 전기 촉매를 개발하는 것은 큰 진보가 될 것이며, 현재 연구 주제이다. 여기에는 황화 몰리브데넘에 대한 30년 된 조리법, 그래핀 양자점, 탄소 나노튜브, 페로브스카이트, 니켈/니켈 산화물 등 다양한 접근법이 있다. 트리몰리브데넘 인화물(Mo
3P)은 최근 전기화학 공정에 사용될 수 있는 뛰어난 촉매 특성을 가진 유망한 비귀금속 및 풍부한 후보 물질로 발견되었다. Mo3P 나노 입자의 촉매 성능은 수소 발생 반응(HER)에서 시험되었으며, 21mV의 낮은 개시 전위, 214.7 μmol/(s·g)cat(100mV 과전압에서만)의 H2 생성 속도, 그리고 279.07 μA/cm2의 교환 전류 밀도를 나타내었는데, 이는 백금에서 관찰된 값 중 가장 가까운 값이다. 음극에서 수소를 생성하는 더 간단한 두 전자 반응은 백금이나 이론적으로 수소화효소 효소에 의해 거의 과전압 없이 전기 촉매될 수 있다. 음극에 다른 덜 효과적인 재료(예: 흑연)를 사용하면 큰 과전압이 나타난다.

### 열역학
표준 온도 압력에서 물의 전기분해는 각 몰의 물을 해리시키기 위해 이론적으로 최소 237 kJ의 전기 에너지 입력이 필요하며, 이는 물의 표준 깁스 자유 에너지 형성량이다. 또한 반응의 엔트로피 변화를 균형 맞추기 위해 열 에너지가 필요하다. 따라서 외부 열 에너지가 추가되지 않으면 공정은 몰당 286 kJ 미만의 전기 에너지 입력에서 일정 온도에서 진행될 수 없다.
물의 각 몰은 두 몰의 전자를 필요로 하며, 패러데이 상수 F는 한 몰의 전하(96485 C/mol)를 나타내므로 전기분해에 필요한 최소 전압은 약 1.23V이다. 전기분해가 고온에서 수행되면 이 전압은 감소한다. 이는 실질적으로 전해조가 100% 이상의 전기 효율로 작동할 수 있게 한다. 전기화학 시스템에서는 반응을 유지하기 위해 반응기에 열을 공급해야 함을 의미한다. 이런 식으로 열 에너지는 전기분해 에너지 요구량의 일부로 사용될 수 있다. 유사하게, 연료(탄소, 알코올, 바이오매스 등)가 물(저온 PEM 기반 전해조) 또는 산소 이온(고온 고체 산화물 전해질 기반 전해조)과 반응할 경우 필요한 전압을 (1V 미만으로) 줄일 수 있다. 이로 인해 연료의 에너지 일부가 전기분해 과정을 "돕는" 데 사용될 수 있으며, 생산되는 수소의 전체 비용을 절감할 수 있다.
그러나 엔트로피 구성 요소(및 기타 손실)를 고려하면 실제 전류 밀도에서 반응이 진행되려면 1.48V 이상의 전압이 필요하다(열중성 전압).
물의 전기분해의 경우, 깁스 자유 에너지는 반응이 진행되는 데 필요한 최소 일량을 나타내며, 반응 엔탈피는 반응 생성물이 반응물과 동일한 온도(즉, 위 값의 표준 온도)에 있도록 공급되어야 하는 에너지(일과 열 모두) 양이다. 잠재적으로 1.48V에서 작동하는 전기분해 장치는 25°C에서 등온으로 작동할 수 있으며, 이때 공급되는 전기 에너지는 물 분해 엔탈피와 같아 최소값보다 20% 더 많은 전기 에너지가 필요하다.

## 같이 보기
- 전기 촉매
- 전기화학
- 화학 전지
- 전기화학 공학
- 전기 분해
- 가스 크래커
- 수소 생산
- 메테인 열분해 (수소용)
- 노릴
- 물의 광전기분해
- 광촉매 물 분해
- 이산화 탄소의 전기화학적 환원
- 수소 기술의 타임라인
- 정수 (물)